# Théodora (chanteuse)
Pour les articles homonymes, voir Théodora.
Théodora, de son nom complet Lili Théodora Mbangayo Mujinga, également surnommée Boss Lady, née le 23 octobre 2003 à Lucerne, en Suisse, est une chanteuse et rappeuse franco-congolaise.  
Elle se fait connaître en 2024 avec le single Kongolese sous BBL qui est le premier single bouyon à être certifié single d'or en France, ainsi que le premier par un artiste non antillais. Le 29 mai 2025, elle sort la réédition de sa première mixtape qui devient disque d'or le 12 juin 2025. 

## Biographie

### Jeunesse, famille et éducation
Théodora naît en Suisse,, dans une famille immigrée congolaise dont les parents sont des opposants politiques contraints de quitter leur pays. Elle connaît plusieurs déménagements, entre la Grèce, le Congo, La Réunion puis à Bordeaux, à Renneset à Fougères. Son père obtient son diplôme de médecin à 43 ans.
Elle s'installe finalement en France métropolitaine, passant par la Seine-et-Marne, Groslay, Saint-Jean-d'Angély, Rennes, avant d'arriver à Saint-Denis (Seine-Saint-Denis),,,.
D'abord attirée par la politique, elle entre en classe préparatoire ENS D1 à Vannes, et devient membre du conseil régional des jeunes de Bretagne, dont elle devient « présidente de la commission culture ». 
Son grand frère, connu sous le pseudonyme Jeez Suave, compose plusieurs de ses chansons dont KONGOLESE SOUS BBL,. Il est son compositeur, producteur et manager.

### Carrière
Si elle fait ses premiers pas dans l'industrie par la danse, ses premières compositions émergent de sa collaboration avec son frère Jeez Suave, lorsque celui-ci débute la conception rythmique et lui propose de chanter. En 2023, la chanteuse confie à Vogue France que c'est par son père qu'elle arrive à la musique : « À chaque fois que l'on arrivait dans un nouveau pays, en bon mélomane qu'il est, il se plongeait dans les musiques locales ».
Sa musique, au style éclectique, est nourrie par les multiples influences culturelles et musicales rencontrées à travers son environnement familial voyageur,. Son esthétique est marquée par une hyperféminité décomplexée et revendiquée. Sous une apparence insouciante, ses textes riches en références pop culture abordent des thématiques sociales, comme l'identité féminine noire, ainsi que des thèmes plus personnels comme la santé mentale, le harcèlement, les violences sexuelles ou les tentatives de suicide,,.
En 2022, Théodora commence à se faire connaître au sein de la scène musicale indépendante francilienne. Elle publie le 7 décembre 2022 le morceau Le Paradis se trouve dans le 93, premier titre remarqué qui pose les bases de son univers musical.
Le 10 janvier 2023, elle participe à l'audition régionale Île-de-France des iNOUïS du Printemps de Bourges à La Maroquinerie.
En mars 2023, elle sort son premier EP intitulé Lili aux Paradis Artificiels. L'EP, produit par Jeez Suave, se distingue par une énergie puisant dans le UK garage et la drum’n’bass, accompagnée d’une esthétique « kawaii » affirmée.
En juillet 2023, Théodora publie un second EP, Lili aux Paradis Artificiels : Tome 2, caractérisé par une atmosphère sonore plus sombre et introspective. Le single Besoin d’aide, extrait de ce projet, aborde de manière explicite les troubles psychiques et les angoisses personnelles, thématiques récurrentes dans son œuvre.
En 2024, elle rencontre un important succès avec le titre Kongolese sous BBL, au style bouyon antillais, qui devient viral notamment sur TikTok et fait son entrée au classement SNEP,. Le sigle BBL, qui traverse son œuvre, signifie tantôt Brazilian Butt Lift, une technique de chirurgie esthétique d'augmentation du volume fessier, tantôt Big Boss Lady, son surnom, ou encore Bad Boy Lovestory. Sa première mixtape, BAD BOY LOVESTORY, est publiée le 1er novembre 2024.
En mai 2025, elle publie une réédition de sa première mixtape sous le titre MEGA BBL, regroupant de nombreuses collaborations (Juliette Armanet, Chilly Gonzales, Jul etc.) et affirmant son ambition artistique sur la scène internationale,.
Elle participe à la cérémonie des Flammes le 14 mai 2025, où elle reçoit la Flamme de la révélation féminine de l'année, un trophée qu'elle dédie à « toutes les filles noires un peu bizarres ». En juin et juillet 2025, elle affiche complet en moins de 15 minutes pour 4 dates prévues en mars et avril 2026 au Zénith de Paris, soit 7 000 spectateurs par date, pour un total de 28 000 personnes,,. En octobre 2025, elle est programmée pour le concert au GP Explorer 3.

## Engagements
Sur les réseaux sociaux, elle s'exprime sur des sujets de société, soutenant notamment la cause féministe. En juillet 2024, à la suite des résultats du RN au premier tour des élections législatives, elle participe à un rassemblement contre l'extrême droite, avec d'autres artistes,. Elle prend également position contre les génocides notamment au Congo et à Gaza,.

## Discographie

### EP
- 2021 : Neptune
- 2023 : Lili aux paradis artificiels
- 2023 : Lili aux paradis artificiels : tome 2

### Mixtapes
- 2024 :  BAD BOY LOVESTORY
- 2025 : MEGA BBL (réédition) Platine[41]

### Singles
| Titre                                                           | Année | Meilleures positions | Meilleures positions | Certifications          | Album             |
| Titre                                                           | Année | FRA                  | BEL                  | Certifications          | Album             |
| --------------------------------------------------------------- | ----- | -------------------- | -------------------- | ----------------------- | ----------------- |
| La Thune                                                        | 2018  | –                    | –                    | –                       | –                 |
| Daddy Chocolat                                                  | 2022  | –                    | –                    | –                       | –                 |
| Le Paradis se trouve dans le 93                                 | 2023  | –                    | –                    | –                       | –                 |
| C Trop la loose </3                                             | 2023  | –                    | –                    | –                       | –                 |
| FNG                                                             | 2024  | –                    | –                    | –                       | Bad Boy Lovestory |
| Blue d'hiver                                                    | 2024  | –                    | –                    | –                       | –                 |
| Jtm 1 peu / Mon casque                                          | 2024  | –                    | –                    | –                       | Bad Boy Lovestory |
| Kongolese sous BBL                                              | 2024  | 10                   | 34                   | France (SNEP) : Diamant | Bad Boy Lovestory |
| 243 km/h                                                        | 2024  | –                    | –                    |                         | Bad Boy Lovestory |
| Big Boss Lady                                                   | 2024  | –                    | –                    | –                       | Bad Boy Lovestory |
| Pay! (feat. Guy2Bezbar)                                         | 2025  | 31                   | –                    | France (SNEP) : Or      | Méga BBL          |
| Do u wanna ?                                                    | 2025  | –                    | –                    | –                       | Méga BBL          |
| Boss Babies (feat. BB Trickz (en))                              | 2025  | –                    | –                    | –                       | Méga BBL          |
| Go! (feat. Luidji)                                              | 2025  | –                    | –                    | –                       | Méga BBL          |
| Ils me rient tous au nez (live version) (feat. Chilly Gonzales) | 2025  | 139                  | –                    | –                       | Méga BBL          |
| Les oiseaux rares (feat. Juliette Armanet)                      | 2025  | –                    | –                    | –                       | Méga BBL          |
| Massoko Na Mabele (feat.ThisizLondon (en))                      | 2025  | –                    | –                    | –                       | Méga BBL          |

### Collaborations
- 2025 : Petite Abebi de Booska-P feat. Théodora (sur l'album Les 11 à suivre 2025)

### Autres chansons classées
| Titre                  | Année | Meilleure position | Certification      | Album    |
| Titre                  | Année | FRA                | Certification      | Album    |
| ---------------------- | ----- | ------------------ | ------------------ | -------- |
| Fashion Designa        | 2025  | 29                 | France (SNEP) : Or | Méga BBL |
| Zou bisou (feat. Jul)  | 2025  | 19                 | France (SNEP) : Or | Méga BBL |
| Mon bébé (feat. Brazy) | 2025  | 122                | –                  | Méga BBL |

## Distinctions
| Année | Récompenses    | Catégories                                  | Travail nommé     | Résultat   | Réf.   |
| ----- | -------------- | ------------------------------------------- | ----------------- | ---------- | ------ |
| 2024  | Les Flammes    | Flamme de la révélation féminine de l'année | Elle-même         | Pré-nommée | [ 43 ] |
| 2025  | Les Flammes    | Flamme de la révélation féminine de l'année | Elle-même         | Lauréat    | [ 44 ] |
| 2025  | Prix Joséphine | Prix 18–20 ans                              | Bad Boy Lovestory | Nomination | [ 45 ] |